# 양팡
양팡(본명: 양은지, 1997년 1월 3일~)은 대한민국의 유튜브 크리에이터이자 아프리카 TV BJ, 5집 가수, 부산광역시 홍보대사 경력이 있다. 첫 방송일은 2015년 5월 28일이고, 2018년 2월부터 12월까지 유튜브에서 약 10개월 동안 80만 명의 구독자를 모으며 100만 구독자를 달성했다. 2019년 8월 21일 100만 명을 달성한지 약 8개월 만에 유튜브 채널 구독자 수 200만 명을 넘겼다.

## 학력
- 문현초등학교 졸업
- 해연중학교 졸업
- 문현여자고등학교 졸업
- 울산대학교 디자인학부 중퇴

## 수상
- 2017년 12월 29일 아프리카 BJ대상 핫동상 부문 수상[2]
- 2018년 1월 5일 파트너BJ에 선정.[3]
- 2018년 12월 28일 2018 아프리카 어워즈 버라이어티(여) 부분 대상 수상[4]
- 2019년 12월 27일 2019 아프리카 어워즈 버라이어티(여) 부분 대상 수상

## 경력
- 2019년 7월 20일 부산문화관광축제조직위원회 홍보대사
- 2020년 4월 24일 ~ 8월 13일 부산광역시 홍보대사

## 음반목록
- 에바참치꽁치 (Feat. 감스트 & 봉준) (Prod. by 동이TV) [윽팡임당] 2017.12.09 양팡
- 현실남매 (기뉴다&양팡) [현실남매] 2017.12.15 기뉴다&양팡
- 요즘 따라 [요즘 따라] 2018.08.20 양팡
- My A (Answer) [My A (Answer)] 2018.12.07 양팡
- On Air (Feat. 태리) Off Air [on,off] (더블 타이틀 곡임) 2020.01.15 양팡

## 사건ㆍ논란

### 부동산 계약금 먹튀 의혹사건[5][6]
사건의 발달은 부동산의 주인이 양팡을 고소하면서 시작된다. 양팡 가족이 부동산과 계약하고 부동산 계약금을 받은뒤, 얼마 지나지 않아 곧 다른 부동산과 계약하여 다른 집을 샀다는 것이다. 이로 인해 부동산은 계약금을 뺏기게 되었다. 하지만 양팡 가족은 "원래 부동산이 돈을받고, 그렇기 때문에 다른 부동산과 계약했다" 라고 입장을 밝혔다. 부동산도 그것을 인정했다.

### 유튜브 뒷광고 논란
뒷광고 폭로 후, 유튜브를 떠난 유명 유튜버들은 모두 6개월 안에 돌아왔다. 6개월 이상 영상 업로드를 하지 않으면 수익창출이 끊길 수 있다.